# Gestrichelte Seegurke
Die Gestrichelte Seegurke (Pearsonothuria graeffei), auch Strichel-Seewalze genannt, kommt im Roten Meer, und im tropischen Indopazifik vom indo-australischen Archipel bis zu den Inseln des südlichen Pazifik vor. Sie lebt auf Korallenriffen, in Tiefen von 2 bis 40 Metern, ist tag- und nachtaktiv und durch ihre Färbung gut getarnt. Sie ist stellenweise häufig.

## Merkmale
Die Gestrichelte Seegurke wird 30 bis 35, seltener bis 50 Zentimeter lang. Ihre Farbe ist hellgrau, hellbraun oder hellgrün mit unregelmäßigen braunen Flecken, schmalen schwarzen Querlinien und kleinen schwarzen Punkten. Die Haut ist von zahlreichen, an der Spitze weißen Papillen bedeckt. An der Unterseite hat sie drei Reihen von Röhrenfüßchen, die durch dunkle Bänder voneinander getrennt sind. Ihre 25 Mundtentakeln sind schwarz und weisen schräg nach unten. Die scheibenförmigen Enden haben weiße Ränder.

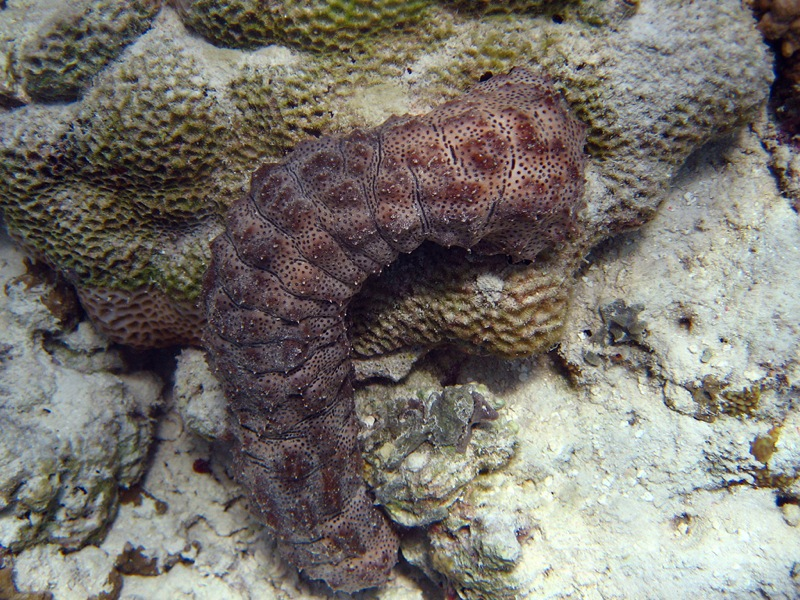
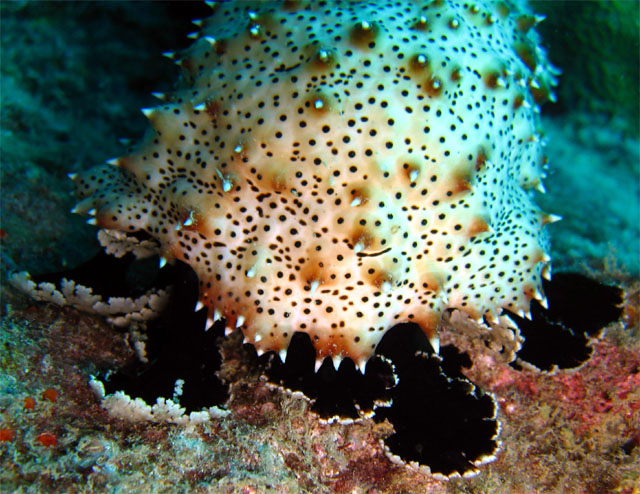
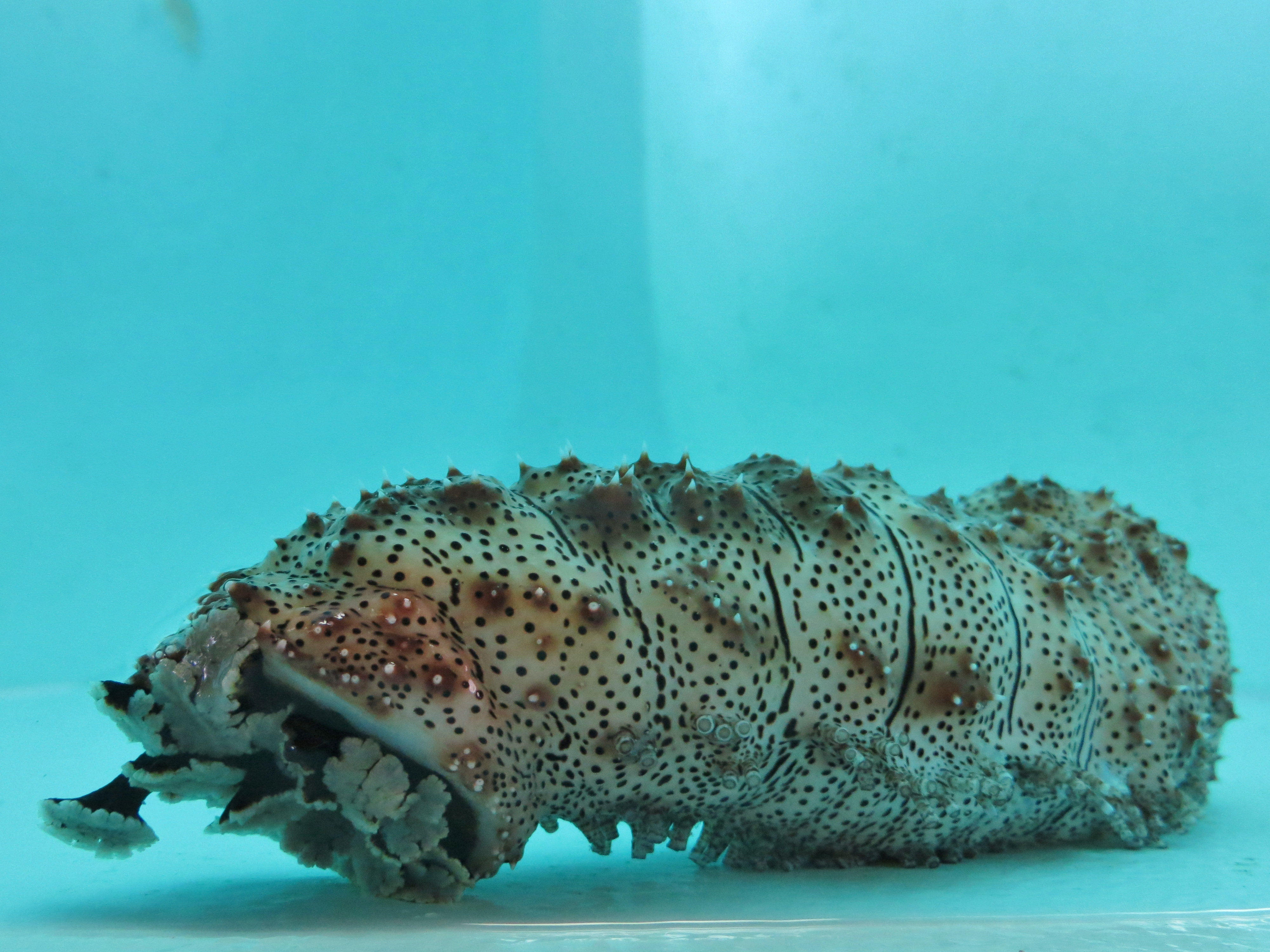

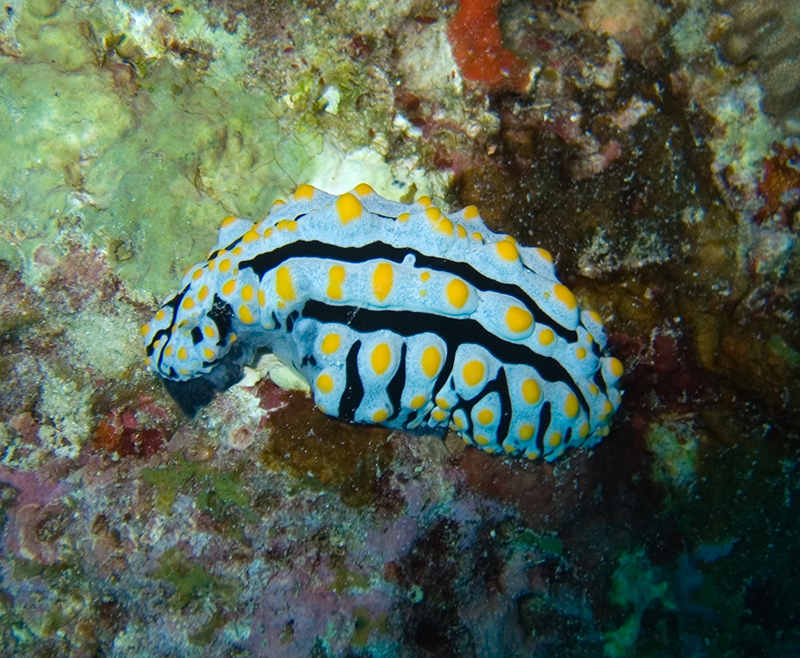
Phyllidia varicosa
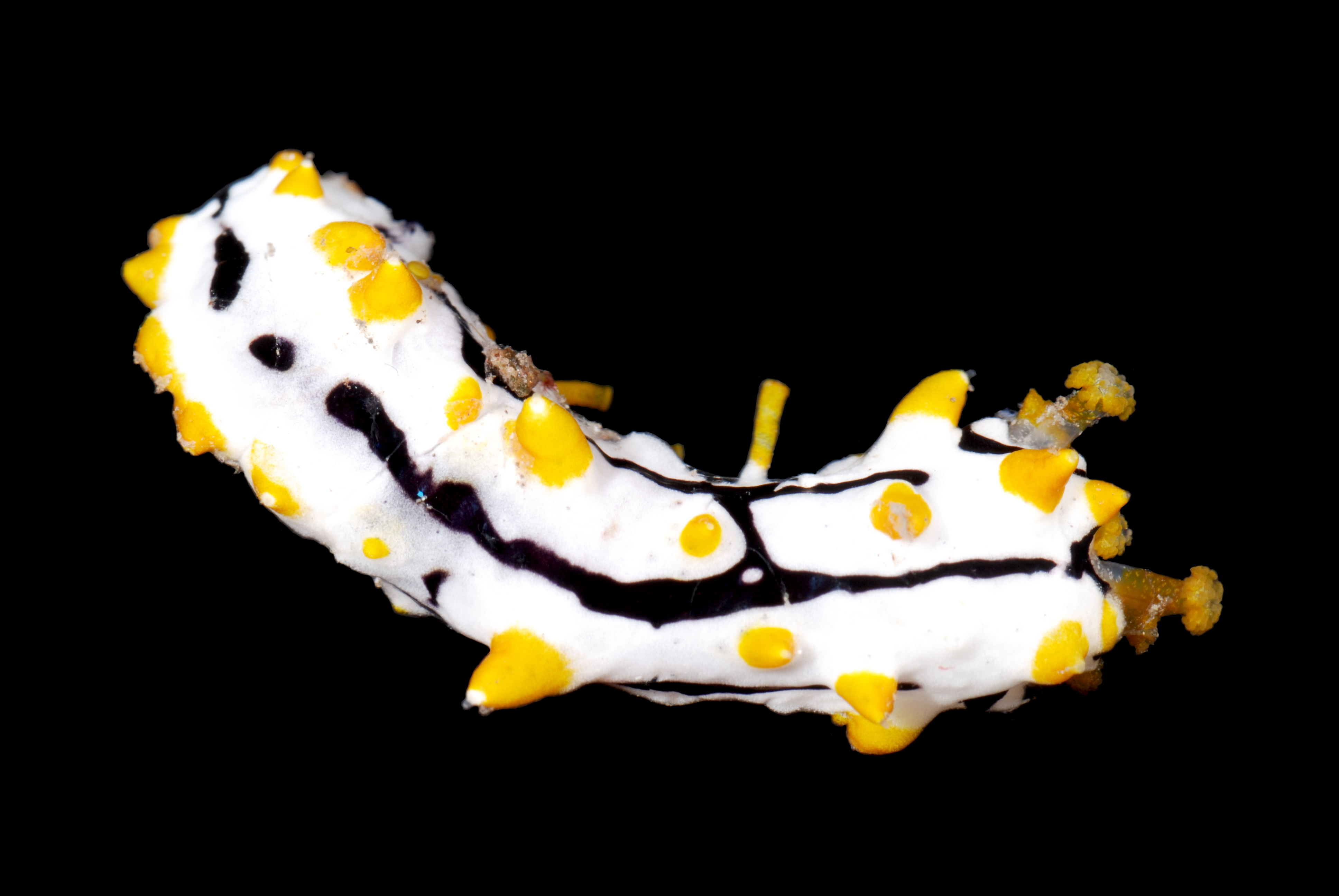
Jungtier der Gestrichelten Seegurke

Jungtiere bis zu einer Größe von vier bis fünf Zentimeter haben ein völlig anderes Farbmuster. Sie imitieren die giftigen Nacktkiemerschnecken Phyllidia coelestis und Phyllidia varicosa (Mertens’sche Mimikry) und nehmen die Erwachsenenfärbung erst an, wenn sie die Maximallänge der Schnecken überschritten haben.
Die Gestrichelte Seegurke ernährt sich von organischen Partikeln und kleinen Tieren der Meiofauna, die sie mit ihren breiten Mundtentakeln vom Boden aufnimmt. Dabei durchwühlt sie das Sediment und tastet Korallen und fleischige Algen ab. Sie kann gut klettern und überwindet auch senkrechte Hindernisse. Die Gestrichelte Seegurke hat Cuviersche Schläuche, die sie aber nur im äußersten Notfall ausstößt. Über ihre Vermehrung ist nichts bekannt.